# Gorgon City
Gorgon City é um grupo de música eletrônica  inglês de produção de música eletrônica, composta por dois produtores do norte de Londres, são eles Kye Gibbon e Matt Robson-Scott. Seu single de estreia intitulado "Real", lançado em 2013, alcançou a posição 44 no ranking UK Singles Chart. Eles também são bem conhecidos por seu single "Ready for Your Love", lançado em 2014, que alcançou a posição 4 no UK Singles Chart. Atualmente, eles assinaram contrato com a gravadora britânica Positiva Records, que é uma divisão do Universal Music Group.

## Carreira

### 2012-2013(Real EP)
A primeira colaboração da dupla, o EP "The Crypt", com Navigator, Rubi Dan e Janai, foi lançada em 27 de fevereiro de 2012. Um ano depois, em 17 de fevereiro de 2013, eles colaboraram com a artista Yasmin para a faixa principal do EP Real. A canção alcançou a posição número 44 no UK Singles Chart e número 7 no ranking UK Indie.

### 2013-2014(Sirens)
Em 12 de maio de 2013, eles lançaram a faixa "Intentions", em colaboração com Clean Bandit. Em 26 de janeiro de 2014, eles lançaram o single "Ready for Your Love" com MNEK. A canção é sua canção de maior sucesso até agora, entrando no UK Singles Chart em quarto lugar. Em 23 de março de 2014, eles lançaram "There is No Other Time", um único colaborativo com o grupo de indie rock, Klaxons. Em 26 de maio de 2014, eles lançaram "Here for You", o terceiro single de seu primeiro álbum. A canção entrou no UK Singles Chart na sétima posição. Eles também produziram o single de Jess Glynne "Right Here", que teve seu lançamento no dia 6 de julho de 2014. Eles remixaram a música "Back 2 the Wild", de Basement Jaxx em agosto de 2014 para o álbum "Junto". O quarto single de seu primeiro álbum, "Unmissable", estreou no MistaJam 's 1Xtra show no dia 21 de julho de 2014. A canção entrou no UK Singles Chart na posição 19. O álbum, "Sirens" da dupla, foi lançado em 6 de outubro de 2014 e alcançou o número 10 no UK Albums Chart. Um álbum de compilação ao lado de Pete Tong, intitulado "All Gone Pete Tong and Gorgon City Miami 2015", foi lançado em 22 de março de 2015. A compilação apresenta duas faixas exclusivas de Gorgon City: "Sky High" e "The Terminal".

### 2015-Presente(Escape)
Escape é o segundo álbum de estúdio de Gorgon City, lançado em 10 de agosto de 2018. As colaborações reveladas no álbum foram Vaults, Duke Dumont, Naations, Kamille, Ghosted e D Double E.
No início de 2015, logo após o lançamento da última faixa de seu primeiro álbum "Sirens", a música "Go All Night" que contava com vocais de Jennifer Hudson, eles lançaram um novo single, que se chamava "Saving My Life", com vocais do vocalista ROMANS.
Um ano depois, em abril de 2016, eles lançaram oficialmente o single principal do novo álbum, a faixa "All Four Walls", com vocais da banda britânica Vaults. Depois do lançamento, a dupla confirmou que seu segundo álbum seria intitulado "Escape". Posteriormente, foi lançado "Impair Vision", com os vocais de Tink e Mikky Ekko. O duo também lançou faixas promocionais, são elas: "Blue Parrot", "Doubts" e "Smoke".

## Discografia

### Extended Plays (EPs)
| Título               | Detalhes                                                                                      |
| -------------------- | --------------------------------------------------------------------------------------------- |
| The Crypt            | - Data de lançamento: 27 de fevereiro de 2012 - Formato: Download - Gravadora: Black Butter   |
| Real                 | - Data de lançamento: 17 de fevereiro 2013 - Formatos: Download, CD - Gravadora: Black Butter |
| Money                | - Data de lançamento: 27 de maio de 2016 - Formatos: Download - Gravadora: Crosstown Rebels   |
| Grooves on the Vinyl | - Data de lançamento: 1 de dezembro de 2017 - Formato: Download - Gravadora: REALM Records    |
| Realm                | - Data de lançamento: 4 de dezembro de 2020 - Formato: Download - Gravadora: REALM Records    |

### Álbuns
| Título  | Detalhes | Posição máxima nas tabelas | Posição máxima nas tabelas |
| Título  | Detalhes | UK                         | BEL (Fl)                   |
| ------- | --- | -------------------------- | -------------------------- |
| Sirens  | - Data de lançamento: 6 de outubro de 2014 - Formatos: Download, Vinil, CD - Gravadora: Virgin EMI, Black Butter | 10                         | 112                        |
| Escape  | - Data de lançamento: 10 de agosto de 2018 - Formatos: Download, LP, CD - Gravadora: Virgin EMI                  | 45                         | —                          |
| Olympia | - Data de lançamento: 25 de junho de 2021 - Formatos: Download, LP, CD - Gravadoras: Virgin EMI                  | A ser lançado              | A ser lançado              |

### Singles
| "Real" (participação de Yasmin)                                     | 2013 | 44  | 9  | 30  | —  | —  | —  | —  | —  | —  |                | Sirens  |
| "Intentions" (participação de Clean Bandit)                         | 2013 | —   | —  | 138 | —  | —  | —  | —  | —  | —  |                | —       |
| "Ready for Your Love" (participação de MNEK)                        | 2014 | 4   | 2  | 52  | 58 | 41 | 98 | 7  | —  | —  | - BPI: Platina | Sirens  |
| "Here for You" (participação de Laura Welsh)                        | 2014 | 7   | 2  | 62  | 48 | 86 | —  | 7  | —  | —  | - BPI: Prata   | Sirens  |
| "Unmissable" (participação de Zak Abel)                             | 2014 | 19  | 5  | 71  | —  | —  | —  | 16 | —  | —  |                | Sirens  |
| "Go All Night" (participação de Jennifer Hudson)                    | 2014 | 14  | 2  | 72  | —  | —  | —  | 13 | 1  | 15 | - BPI: Prata   | Sirens  |
| "Imagination" (participação de Katy Menditta)                       | 2015 | 194 | 39 | 76  | —  | —  | —  | —  | —  | —  | - BPI: Prata   | Sirens  |
| "Saving My Life" (participação de RØMANS)                           | 2015 | 92  | 22 | 97  | —  | —  | —  | —  | —  | —  |                | —       |
| "All Four Walls" (participação de Vaults)                           | 2016 | 85  | 21 | —   | —  | —  | —  | —  | 10 | 29 | - BPI: Prata   | Escape  |
| "Real Life" (com Duke Dumont e participação de Naations)            | 2017 | 31  | 9  | 67  | —  | 70 | —  | 31 | —  | —  | - BPI: Ouro    | Escape  |
| "Go Deep" (com Kamille e Ghosted)                                   | 2018 | —   | —  | —   | —  | —  | —  | —  | —  | —  |                | Escape  |
| "Hear That" (participação de D Double E)                            | 2018 | —   | —  | —   | —  | —  | —  | —  | —  | —  |                | Escape  |
| "One Last Song" (participação de JP Cooper e Yungen)                | 2018 | —   | —  | —   | —  | —  | —  | —  | —  | —  |                | Escape  |
| "Let It Go" (participação de Naations)                              | 2018 | —   | —  | —   | —  | —  | —  | —  | —  | —  |                | Escape  |
| "Lick Shot"                                                         | 2019 | —   | —  | —   | —  | —  | —  | —  | —  | —  |                | —       |
| "Delicious"                                                         | 2019 | —   | —  | —   | —  | —  | —  | —  | —  | —  |                | —       |
| "Go Slow" (com Kaskade e Roméo)                                     | 2019 | —   | —  | —   | —  | —  | —  | —  | 1  | 22 |                | —       |
| "Elizabeth Street"                                                  | 2019 | —   | —  | —   | —  | —  | —  | —  | —  | —  |                | —       |
| "There for You" (com Marc Kinchen)                                  | 2019 | 99  | —  | —   | —  | —  | —  | —  | 1  | 14 |                | —       |
| "Baggage" (com Gryffin e AlunaGeorge)                               | 2019 | —   | —  | —   | —  | —  | —  | —  | —  | 32 |                | Gravity |
| "Nobody" (com Drama)                                                | 2020 | —   | —  | 93  | —  | —  | —  | —  | —  | —  |                | Olympia |
| "House Arrest" (com Sofi Tukker)                                    | 2020 | —   | —  | 72  | —  | —  | 88 | —  | —  | 21 |                | Olympia |
| "Free Myself" (com Yousef e participação de Evabee)                 | 2020 | —   | —  | —   | —  | —  | —  | —  | —  | —  |                | ASA     |
| "Burning" (participação de Evan Giia)                               | 2020 | —   | —  | —   | —  | —  | —  | —  | —  | —  |                | Olympia |
| "Alive" (com Pax)                                                   | 2020 | —   | —  | —   | —  | —  | —  | —  | —  | —  |                | —       |
| "You've Done Enough" (com Drama)                                    | 2021 | 70  | 23 | —   | —  | —  | —  | —  | —  | 30 |                | Olympia |
| "Foolproof" (com Hayden James e Nat Dunn)                           | 2021 | —   | —  | —   | —  | —  | —  | —  | —  | —  |                | Olympia |
| "Tell Me It's True"                                                 | 2021 | —   | —  | —   | —  | —  | —  | —  | —  | —  |                | Olympia |
| "Never Let Me Down" (com Hayley May)                                | 2021 | —   | —  | —   | —  | —  | —  | —  | —  | —  |                | Olympia |
| "—" representa um single que não pegou nenhuma posição nas tabelas. |      |     |    |     |    |    |    |    |    |    |                |         |

### Singles promocionais
| Título                                                | Ano  | Posição máxima nas tabelas | Álbum  |
| Título                                                | Ano  | US Dance Club              | Álbum  |
| ----------------------------------------------------- | ---- | -------------------------- | ------ |
| "The Crypt" (participação de Navigator e Rubi Dan)    | 2012 | —                          | —      |
| "Lover Like You" (participação de Katy B)             | 2014 | —                          | Sirens |
| "Blue Parrot"                                         | 2016 | —                          | —      |
| "Impaired Vision" (participação de Tink e Mikky Ekko) | 2016 | —                          | —      |
| "Doubts"                                              | 2016 | —                          | —      |
| "Smoke"                                               | 2016 | —                          | —      |
| "Zoom Zoom" (participação de Wyclef Jean)             | 2016 | —                          | —      |
| "Smile" (participação de Elderbrook)                  | 2016 | 35                         | —      |
| "Primal Call"                                         | 2017 | —                          | —      |
| "Motorola"                                            | 2018 | —                          | —      |
| "Roped In"                                            | 2019 | —                          | —      |

### Créditos de produção
| Faixa                    | Ano  | Artista            | Álbum                      |
| ------------------------ | ---- | ------------------ | -------------------------- |
| "Right Here"             | 2014 | Jess Glynne        | I Cry When I Laugh         |
| "Blood on My Hands"      | 2015 | Chris Brown        | Royalty International – EP |
| "Nothing Really Matters" | 2020 | Tiesto, Becky Hill | The London Sessions        |

### Remixes
| Faixa                       | Ano  | Artista                                                       |
| --------------------------- | ---- | ------------------------------------------------------------- |
| "Get By"                    | 2012 | Delta Heavy                                                   |
| "We've Only Just Begun"     | 2012 | Michael Woods (participação de Ester Dean)                    |
| "For My Sins"               | 2012 | Jess Mills                                                    |
| "Nightingale"               | 2012 | Clean Bandit                                                  |
| "Back 2 the Wild"           | 2013 | Basement Jaxx                                                 |
| "First Day"                 | 2013 | Walden                                                        |
| "Hideaway"                  | 2014 | Kiesza                                                        |
| "Knock You Out"             | 2014 | Bingo Players                                                 |
| "Say You Love Me"           | 2014 | Jessie Ware                                                   |
| "Hopelessly Coping"         | 2015 | Wilkinson (participação de Thabo)                             |
| "Sacred Dance of the Demon" | 2016 | Damian Lazarus & The Ancient Moons                            |
| "I Would Like"              | 2016 | Zara Larsson                                                  |
| "Blame"                     | 2017 | Zeds Dead & Diplo (paticipação de Elliphant)                  |
| "Blackbird"                 | 2017 | Joeski                                                        |
| "Know My Ting"              | 2017 | Ghetts (participação de Shakka)                               |
| "Say Less"                  | 2017 | Dillon Francis (participação de G-Eazy)                       |
| "Hell to the Liars"         | 2017 | London Grammar                                                |
| "Feel My Needs"             | 2018 | Weiss                                                         |
| "Poseidon"                  | 2019 | Local Dialect                                                 |
| "Deeper"                    | 2019 | Todd Edwards and Sinden                                       |
| "Lie Machine"               | 2019 | Davi                                                          |
| "Moving Blind"              | 2020 | Sonny Fodera and Dom Dolla                                    |
| "Lie For You"               | 2020 | Snakehips (participação de A Boogie Wit Da Hoodie and Davido) |
| "So Hooked on Your Love"    | 2020 | Selace                                                        |
| "Sacrifice"                 | 2021 | Bebe Rexha                                                    |